# 菲欧娜·克劳利
菲欧娜·梅芙·克劳利（Fiona Maeve Crawley，2002年2月7日—），美国女子网球运动员。
克劳利在ITF女子巡回赛有1个双打冠军。2023年她帮助北卡罗来纳大学网球队获得了首个NCAA一区冠军。

## 早期生活和背景
克劳利来自德克萨斯州圣安东尼奥市，6至9岁时开始学习网球，当时她住在日本冲绳，她的父亲彼得作为美国空军成员驻扎在那里。她出身于一个运动世家：父亲曾在密西根州立大學踢足球，她经常与哥哥姐姐利亚姆（Liam）和索莱恩（Solène）一起练习网球，他们后来分别在圣三一学院和科羅拉多州立大學打网球。
克劳莉从10岁起就是德克萨斯州同年龄组排名第一的网球运动员。她在圣安东尼奥阿拉莫高地高中就读期间， 她在各种全国青少年赛事中取得了成功。2017年，她赢得了美国网球协会USTA女子16岁组全国泥地锦标赛和USTA18岁组全国冬季锦标赛的冠军，并在橘子碗国际网球锦标赛16岁以下组赛事中获得亚军。2018年，在赢得德克萨斯大满贯18岁以下赛事（Texas Slam's under-18）和USTA比利·简·金女子16岁全国锦标赛冠军（USTA Billie Jean King Girls' 16s National Championships）后，她获得了2008年美国网球公开赛青少年组的外卡，但在第一轮就输掉了比赛。她在ITF年终排名为第294位。

## 大学网球
2020年，克劳利开始在北卡罗来纳大学教堂山分校打大学网球，主修英语和比较文学。第一年，她取得了30胜1负的单打战绩，帮助北卡赢得了ACC锦标赛冠军，并在2021年NCAA团体锦标赛中获得头号种子，打进半决赛。2021-22年，作为一名大二学生，克劳莉以47胜7负的战绩领跑NCAA一区联盟单打比赛，并在北卡罗来纳州主要担任第4号选手，赛季结束时在D-1排名中位列第32位。在双打比赛中，她和队友伊丽莎白·斯科蒂在赛季中一度排名第一。在2022年NCAA锦标赛中，头号种子北卡罗来纳队再次闯入团体半决赛，而非种子选手的克劳利则闯入了个人赛的半决赛。

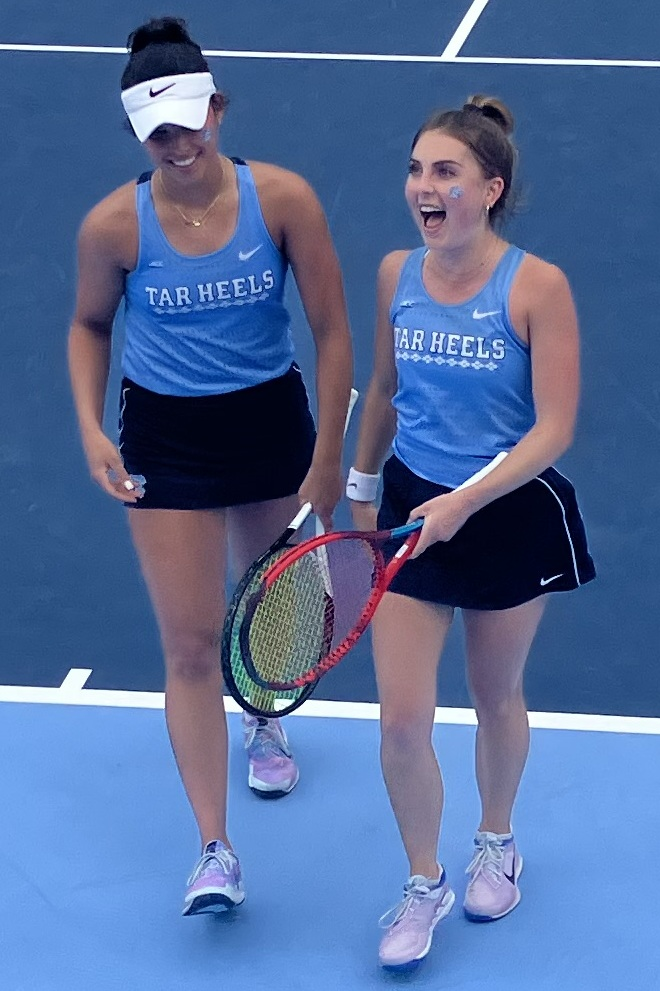
克劳利（右）和卡森·坦吉利格赢得了2023年NCAA双打冠军。

2022年秋季，克劳利在校际网球协会ITA锦标赛中以17比0的不败战绩夺冠，2022年11月16日，克劳利首次获得D-1网球单打第一名的排名。2023年春季，北卡罗来纳队在常规赛中以不败战绩称霸。在2023年NCAA锦标赛中，他们赢得了首个全国团体冠军。克劳利在决赛的单打比赛中击败了北卡罗来纳州立大学的阿兰娜·史密斯。

## 职业生涯
2017年至2021年，克劳莉参加了为数不多的ITF世界网球巡回赛。她在2023年查尔斯顿公开赛上首次亮相WTA巡回赛，当时她获得正赛外卡，但在首轮比赛中以输给了世界排名第64位的阿莉泽·科尔内。2023年6月，她在2021年7月之后首次参加ITF比赛，在威奇托举行的W25赛事中以资格赛选手身份闯入决赛。接下来的一个月，她在加利福尼亚州莱克伍德背靠背两次闯入ITF W15双打决赛。
克劳莉在2023年美国网球公开赛上首次参加大满贯赛事。作为资格赛选手进入正赛，但在首轮输给安娜斯塔西亚·帕夫柳琴科娃。

## ITF巡回赛决赛

### 单打: 1 (亚军)
| 图例                |
| ------------------- |
| $100,000巡回赛      |
| $80,000巡回赛       |
| $60,000巡回赛       |
| $40,000巡回赛       |
| $25,000巡回赛 (0–1) |
| $15,000巡回赛       |

| 结果 | 胜-负 | 日期      | 巡回赛           | 级别 | 场地 | 对手      | 比分     |
| ---- | ----- | --------- | ---------------- | ---- | ---- | --------- | -------- |
| 负   | 0–1   | 2023年6月 | ITF 威奇托, 美国 | W25  | 硬地 | 斯泰茜·冯 | 2-6, 2-6 |

### 双打: 2 (1-1)
| 图例                |
| ------------------- |
| $100,000巡回赛      |
| $80,000巡回赛       |
| $60,000巡回赛       |
| $40,000巡回赛       |
| $25,000巡回赛       |
| $15,000巡回赛 (1–1) |

| 结果 | 胜-负 | 日期      | 巡回赛             | 级别 | 场地 | 搭档             | 对手                             | 比分                  |
| ---- | ----- | --------- | ------------------ | ---- | ---- | ---------------- | -------------------------------- | --------------------- |
| 胜   | 1–0   | 2023年7月 | ITF 莱克伍德, 美国 | W15  | 硬地 | Mary Stoiana     | Mary Lewis Brandy Walker         | 7–5, 6–7(3–7), [10–5] |
| 负   | 1–1   | 2023年7月 | ITF 莱克伍德, US   | W15  | 硬地 | Reese Brantmeier | Savannah Broadus Anita Sahdiieva | 3-6, 3-6              |